# Harvard College Observatory
O Harvard College Observatory (HCO) é uma instituição que gerencia um complexo de construções e diversos instrumentos astronômicos usados pela Universidade Harvard. Ele está localizado em Cambridge, Massachusetts, e foi fundado em 1839. Com o Smithsonian Astrophysical Observatory, ele forma parte do Harvard-Smithsonian Center for Astrophysics.